# Afrykański Trybunał Praw Człowieka i Ludów
Afrykański Trybunał Praw Człowieka i Ludów – instytucja sądownicza Unii Afrykańskiej, z siedzibą w Dodomie w Tanzanii. Sprawuje jurysdykcję nad wszystkimi sprawami i sporami przekazanymi mu w związku z interpretacją i stosowaniem:
- Afrykańskiej Karty Praw Człowieka i Ludów,
- Afrykańskiej Karty Praw i Dobrobytu Dziecka (Afrykańska Karta Dzieci),
- Protokołu do Afrykańskiej Karty Praw Człowieka i Ludów w sprawie praw kobiet w Afryce (Protokół z Maputo),
- Protokołu ustanawiającego Trybunał,
- Aktu Założycielskiego UA, traktatów UA i wszystkich pomocniczych instrumentów prawnych,
- Innych traktatów lub instrumentów dotyczących praw człowieka ratyfikowanych przez zainteresowane państwo-stronę,
- wszelkich kwestii prawa międzynarodowego

Skargę do Trybunału mogą wnosić:
- Afrykańska Komisja Praw Człowieka i Ludów,
- Państwa, ratyfikujące Protokół o ustanowieniu Trybunału,
- afrykańskie organizacje międzyrządowe,
- organizacje pozarządowe posiadające status obserwatora przed Komisją,
- osoby z państw ratyfikujących Protokół, które złożyły Deklarację akceptującą jurysdykcję Trybunału

Decyzje Trybunału są wiążące i mogą obejmować nakazy odszkodowania lub zadośćuczynienia. W instytucji zasiada 11 sędziów wybieranych przez Zgromadzenie Unii, a mianowanych przez państwa członkowskie, które ratyfikowały protokół o ustanowieniu trybunału. Z jednego kraju może zasiadać tylko 1 sędzia. Kadencja trwa 6 lat z możliwością jednej reelekcji. Sędziowie wybierają spośród siebie prezesa i wiceprezesa na 2-letnią kadencję z możliwościa jednej reelekcji.